# Wszystkiego Najlepszego
Wszystkiego Najlepszego – polski zespół muzyczny reprezentujący nurt piosenki turystycznej, poezji śpiewanej, ballady poetyckiej i folku.

## Historia
Początek działalności, lata 1987–1993
Grupa powstała w 1987 roku a jej pomysłodawcą i twórcą jest Maciej Rzeźnikowski, pozostając do dzisiaj także autorem muzyki oraz części tekstów piosenek zespołu. Wkrótce do współpracy zaproszeni zostali: Justyna Rzeźnikowska (śpiew), Beata Łapińska (śpiew), Tomasz Keszkowski (śpiew, gitara) oraz Mariusz Ziółkowski (śpiew) i Grzegorz Bielawski (śpiew, gitara). Pierwsze kompozycje zespołu to „Jesienne Oczekiwanie” (do słów Aleksandry Bacińskiej) i „Piosenka Na Przekór Przyszłej Korekcie” (tekst specjalnie dla zespołu napisała Krystyna Berndt). Pierwszy sceniczny występ pod nazwą „Wszystkiego Najlepszego” (wcześniej „Stragan”) miał miejsce podczas XVII Ogólnopolskiego Turystycznego Przeglądu Piosenki Studenckiej „Bazuna” w Człuchowie tego samego roku.
W latach 1987–1993 zespół występował na scenach przeglądów i festiwali związanych z nurtem piosenki studenckiej, turystycznej i poetyckiej, wielokrotnie sięgając po najwyższe laury i wyróżnienia.
Zimą 1990 roku „Wszystkiego Najlepszego” zaprzestaje udziału w konkursach i od tego momentu występuje w charakterze zaproszonych gości.
Ukoronowaniem pierwszego okresu działalności było zarejestrowanie, dzięki uprzejmości zaprzyjaźnionego zespołu „Stare Dobre Małżeństwo”, kasety „Na przekór przyszłej korekcie”. Sesje nagraniowe odbyły się w Studenckim Radio „Żak” w 1991 roku w Łodzi, a w kolejnym roku materiał ujrzał światło dzienne.
W kwietniu 1993 podczas wrocławskiego festiwalu „Łykend” (już nieistniejący) odbył się ostatni koncert zespołu, po którym nastąpiło zawieszenie działalności.
Lata 1998 – 2001
W roku 1998 dochodzi do reaktywacji grupy w rozszerzonym składzie. Do zespołu dołączają: Artur Jankowski (śpiew), Iwo Jankowski (śpiew, gitara), Krzysztof Pilarski (skrzypce) oraz Łukasz Juszczak (gitara basowa). „Wszystkiego Najlepszego” opracowuje nowe piosenki, poszerzając repertuar oraz bierze udział w szeregu wydarzeń i festiwali, m.in. Bazuna, Yapa, Giełda w Szklarskiej Porębie czy "Przygrywka do lata" na zamku w Brzegu. Rozpoczyna też prace przy rejestracji kolejnej płyty w studio bydgoskiego radio „Elita”. Wydawnictwo nie zostaje zrealizowane (część opracowanego materiału zostanie nagrana w 2018 roku już na kolejnej płycie „Wygnani poeci”) a po koncercie na Bazunie w 2001 roku grupa ponownie zawiesza działalność, tym razem aż na 16 lat.
Reaktywacja, lata 2017 – obecnie
W roku 2017, nakładem „Dalmafonu” ukazuje się reedycja kasety „Na przekór przyszłej korekcie”. W tym samym roku, po gościnnym występie na jubileuszowej, pięćdziesiątej OTGPS w Szklarskiej Porębie, zapada decyzja o reaktywacji. Zespół rozpoczyna opracowanie nowych piosenek, jednocześnie krystalizuje się obecny skład grupy, do której dołącza Sławomir Szymeczko (gitara basowa), a gościnnie wspierają m.in. Izabela Kamińska (skrzypce) i Grzegorz Bielawski (śpiew).
W roku 2018 zespół rejestruje premierowy materiał wydając płytę „Wygnani poeci”. Czas pandemii powoduje znaczne ograniczenie działalności scenicznej, niemniej pozwala na dalsze rozszerzanie repertuaru, co owocuje kolejnym wydawnictwem – płytą „Małe Miasteczka”, 2023. Jest to zarazem najbardziej intensywny okres w działalności artystycznej zespołu. W latach 2023–2024 grupa odwiedza i koncertuje podczas znanych imprez związanych z nurtem piosenki poetyckiej, turystycznej i studenckiej: Festiwal Danielka, Yapa, Bakcynalia, Bazuna, Kropka, Giełda, Drogowskazy, Lato z Ptakami Odchodzi w Pałacyku Zielińskiego w Kielcach, Festiwal Piosenki Żeglarskiej i Turystycznej "Szanty nad Zalewem" w Tolkmicku i inne

## Nagrody
- 1988 – I miejsce i nagroda publiczności – Ogólnopolski Studencki Rajd z Piosenką, Uniejów[10]
- 1989 – I miejsce – Nocne Śpiewanie na Zamku, Radzyń Chełmiński[11]
- 1989 – I miejsce – Zamkowe Śpiewanie, Świecie[12]
- 1989 – I miejsce – Ogólnopolski Festiwal Piosenki Studenckiej i Turystycznej „Bakcynalia”, Lublin[13]
- 1989 – II miejsce – Turystyczny Przegląd Piosenki Studenckiej „Danielka”, Ujsoły[14]
- 1989 – I miejsce i nagroda im. Kuby Wencla – Ogólnopolska Turystyczna Giełda Piosenki Studenckiej, Szklarska Poręba[15]
- 1990 – Grand Prix – Ogólnopolska Turystyczna Giełda Piosenki Studenckiej, Szklarska Poręba[16]
- 1990 – I miejsce i „Taradajka”, jako rajdowa piosenka roku[17] - Ogólnopolski Turystyczny Przegląd Piosenki Studenckiej „Bazuna”, Wejherowo
- 1990 – wyróżnienie za piosenkę "Łapka Niedźwiadka" – Studencki Festiwal Piosenki, Kraków[18]

## Muzycy
- Justyna Rzeźnikowska – śpiew, instrumenty perkusyjne
- Beata Łapińska – śpiew
- Maciej Rzeźnikowski – śpiew, gitara akustyczna, gitara klasyczna
- Iwo Jankowski – śpiew, gitara akustyczna, gitara klasyczna
- Tomasz Keszkowski – śpiew, gitara akustyczna, harmonijka ustna
- Sławomir Szymeczko – gitara basowa

## Dyskografia
- 1992 – Na przekór przyszłej korekcie (MC, EMES)
- 2017 – Na przekór przyszłej korekcie (CD, Dalmafon – reedycja)
- 2019 – Wygnani poeci (CD, Justyna Rzeźnikowska Mediaklik)
- 2023 – Małe Miasteczka (CD, Justyna Rzeźnikowska Mediaklik)